# Stiftung für Abendländische Ethik und Kultur
Die Stiftung für Abendländische Ethik und Kultur (STAB) ist eine schweizerische Stiftung und widmet sich der Verwirklichung und Weiterentwicklung der von den Stiftern als abendländisch bezeichneten Werte. Sie wurde 1968 von Hans Robert Jenny und seiner Ehefrau Trudy gegründet als Stiftung für Abendländische Besinnung. 2005 erfolgte die Namensänderung.
Die Stiftung verleiht seit 1977 jährlich einen Anerkennungspreis von 50'000 Schweizer Franken an Persönlichkeiten und Institutionen, die sich um die Förderung abendländischer Ethik und Kultur verdient gemacht haben. Dieser Preis gehört damit zu den bestdotierten Kulturpreisen, die in der Schweiz vergeben werden. Die Stiftung unterstützt darüber hinaus in kleinerem Rahmen Projekte und Aktionen, die sie als Beitrag zur abendländischen Ethik und Kultur betrachtet und die nicht mit öffentlichen Mitteln unterstützt werden. Sie finanziert ihre Aktivitäten vorwiegend aus den Erträgen der ihr von den Stiftern und Spendern zur Verfügung gestellten Mittel.

## Rezeption
Die Schweizer Presse berichtet jeweils über die Preisverleihung.
Der Historiker Adrian Zimmermann kritisierte 2011 in der WoZ, dass die Stiftung neben wenig umstrittenen Kulturschaffenden «immer wieder» Persönlichkeiten vom rechten Rand des politischen Spektrums ausgezeichnet habe. Zimmermann nennt insbesondere den Verhaltensforscher Irenäus Eibl-Eibesfeldt, der Fremdenangst biologisch rechtfertige, die Psychologin Christa Meves, die dem Verein zur Förderung der Psychologischen Menschenkenntnis nahesteht, oder den Publizisten Pirmin Meier.

## Preisträger
- 1977: Walter Heitler, Physiker
- 1978: Emil Egli, Geograph
- 1979: Walter Berger
- 1980: Heinz-Dietrich Ortlieb, Wirtschaftswissenschaftler
- 1981: Hans Weiss und Schweizerische Stiftung für Landschaftsschutz und Landschaftspflege
- 1982: Werner Kägi, Rechtswissenschafter
- 1983: Marie Meierhofer, Kinderärztin, und Marie-Meierhofer-Institut für das Kind
- 1984: Armin Baumgartner
- 1985: Ernst Krebs
- 1986: Eberhard Lindner
- 1987: Edmond de Stoutz, Dirigent
- 1988: Erwin Jaeckle, Schriftsteller, Journalist und Politiker
- 1989: Fredy Kunz, Monika Wild und Gastspieltheater Zürich
- 1990: Walter Schiesser, Zürich
- 1991: Raffaello Ceschi, Bellinzona; Jacques Guidon, Maler und Schriftsteller
- 1992: Eugen Voss, Pfarrer, Gründer des Instituts G2W, Küsnacht
- 1993: Gertrud Höhler, Literaturwissenschaftlerin; Dalene Matthee, Schriftstellerin
- 1994: Hans Letsch, Politiker, Wissenschaftler, Unternehmer
- 1995: Christa Meves, Kinder- und Jugendlichen-Psychotherapeutin; Wolfgang Brezinka, Erziehungswissenschaftler
- 1996: Schweizerische Vogelwarte Sempach
- 1997: Irenäus Eibl-Eibesfeldt, Verhaltensforscher
- 1998: Peter Sager, Altnationalrat
- 1999: Maria Becker, Schauspielerin
- 2000: Pirmin Meier, Schriftsteller
- 2001: Nello Santi Dirigent
- 2002: Stephan P. Halbrook, Rechtswissenschaftler; Angelo M. Codevilla, Politikwissenschaftler
- 2003: Bassam Tibi, Politikwissenschaftler; Michael Wolffsohn, Historiker
- 2004: Reiner Kunze, Autor, Obernzell-Erlau; Klaus Bartels, Philologe
- 2005: Fredi M. Murer, Filmemacher
- 2006: Alex Rübel, Direktor Zoo Zürich
- 2007: Sandra Kalniete, lettische Autorin und Politikerin; Lettisches Okkupationsmuseum in Riga, Lettland
- 2008: Liliane Juchli
- 2009: Gerhard Schwarz, Journalist; Förderpreis: René Scheu
- 2010: Schweizer Berghilfe
- 2011: Peter von Matt, Germanist
- 2012: Giovanni Netzer, Theologe, Kunstgeschichtler und Theaterwissenschaftler
- 2013: Institut und Gymnasium Unterstrass
- 2014: Pro Specie Rara
- 2015: Rudolf Lutz
- 2016: Reiner Eichenberger, Wirtschaftswissenschaftler
- 2017: Lino Guzzella, Präsident der ETH Zürich
- 2018: Clemens Schiestl, Kinderchirurg
- 2019: Niklaus Peter, Pfarrer
- 2020: Helen Keller, Rechtswissenschafterin
- 2021: Stiftung Domicil, Wohnungssuche für Menschen im Abseits
- 2022: Claudia Rütsche, Direktorin Kulturama
- 2023: Daniel Rohr, Schauspieler und Direktor, Theater Rigiblick